# Atteva sphaerotrocha
Atteva sphaerotrocha is een vlinder uit de familie Attevidae. De wetenschappelijke naam van de soort werd in 1936 gepubliceerd door Edward Meyrick.